# Cyrtopogon rejectus
Cyrtopogon rejectus là một loài ruồi trong họ Asilidae. Cyrtopogon rejectus được Osten-Sacken miêu tả năm 1877.